# Stephen Neale
Stephen Roy Albert Neale, né le 9 janvier 1958, est un spécialiste en philosophie du langage, linguistique, et logique philosophique britannique, professeur de philosophie à l'université de la Ville de New York. Il est également considéré comme une des autorités les plus influentes concernant les arguments et la théorie des descriptions de Bertrand Russell et la philosophie de Paul Grice. Les ouvrages les plus connus de Neale sont ses livres Descriptions (1990) et Facing Facts (2001) (pas encore traduits en français).

## Parcours académique
Neale a intégré la faculté de Rutgers comme professeur de philosophie en 1999. Il a auparavant été professeur de philosophie à l'université de Californie à Berkeley (1990-1999), professeur de philosophie au Birkbeck College (Université de Londres) (1996-1997), et professeur assistant de philosophie à l'université de Princeton (1988-1990). Il a obtenu son doctorat de philosophie à l'université Stanford (1988) sous la direction de John Perry. En 2002, il lui a été attribué une Bourse Guggenheim, en 1998 une bourse du National Endowment for Humanities, et en 1995, une bourse de la Fondation Rockefeller. Il a été visiteur et chercheur dans de nombreuses institutions, notamment à l'université Stanford, à l'université d'Oxford, à l'Université de Londres, l'université d'Oslo, l'université de Stockholm, et l'université d'Islande.

## Travaux
Les écrits de Neale sont consacrés en premier lieu à la philosophie du langage, qu'il construit plus généralement de telle façon à ce qu'elle se trouve imbriquée de manière significative à l'intersection de la linguistique générative, la philosophie de l'esprit, des sciences cognitives, de la logique philosophique, la métaphysique, la théorie de l'interprétation juridique, et de la théorie littéraire. Les problèmes concernant l'interprétation, la structure et la représentation constituent le nœud de son travail. Il est à la fois un défenseur de la théorie de l'intentionnalité et un défenseur du pragmatisme concernant l'interprétation du discours (parole et écrit), incluant les textes littéraires et juridiques. Il adopte une conception réaliste de la vérité qui maintient une asymétrie épistémique authentique entre les créateurs et les consommateurs du langage. Les conceptions traditionnelles sont mariées et ainsi, Neale admet, (a) l'incapacité à distinguer adéquatement la question métaphysique de ce qui détermine la signification dans une occasion déterminée de la question épistémologique de comment telle signification particulière est identifiée, (b) l'incapacité d'apprécier les formes largement répandues de sous-détermination (c) l'incapacité d'accepter l'existence de l'indétermination authentique (d) la dépendance indue aux notions formelles de contexte dérivant de la logique des indexicaux, (e) la foi mal placée dans les notions transcendantes de "ce qui est dit" et de "ce à quoi il est fait référence" et (f) la surestimation du rôle de la sémantique compositionnelle traditionnelle et il estime que ces thèses peuvent jouer un rôle dans les explications de comment les humains font usage du langage pour représenter le monde et communiquer. Il est en accord avec les relativistes et les poststructuralistes sur certains problèmes et avec les théoriciens de la sémantique formelle sur d'autres. Neale est un ardent défenseur de la Théorie des descriptions de Russell et de la théorie de la signification fondée sur l'intention de Grice. Sa contribution la plus importante concerne la sous-détermination associée aux usages de descriptions incomplètes, un sujet qui parcourt la plupart de ses travaux depuis son livre Descriptions (1990) jusqu'à son article "This, That, and the Other" (2005). Neale a été le plus influencé par J. L. Austin, Noam Chomsky, Donald Davidson, Gareth Evans, Jerry Fodor, Paul Grice, Saul Kripke, Bertrand Russell, Stephen Schiffer, Dan Sperber et Deirdre Wilson. Quelques philosophes du langage qui ont écrit leur thèse de doctorat sous la direction de Neale sont Herman Cappelen (Université d'Oslo), Josh Dever (université du Texas à Austin), Eli Dresner (université de Tel Aviv), et Angel Pinillos Université d’État d'Arizona.

## Publications

### Livres
- Descriptions MIT Press, 1993. (originellement publié en 1990.)   (ISBN 0-262-64031-7)
- Facing Facts Oxford University Press, 2002. (originellement publié en 2001.)   (ISBN 0-19-924715-3)

### Volume édité
- Mind. Spécial issue commemorating 100th anniversary of Russell's "On Denoting" Oxford University Press, 2005.

### Articles
- On Location. In Situating Semantics: Essays in Honour of John Perry. MIT Press 2007, p. 251–393.
- Pragmatism and Binding. In Semantics versus Pragmatics. Oxford University Press, 2005, p. 165–286.
- A Century Later. In Mind 114, 2005, p. 809-871.
- This, That, and the Other. In Descriptions and Beyond. Oxford University Press, 2004, p. 68–182.
- No Plagiarism Here. Times Literary Supplement. February 9, 2001, p. 12–13.
- Coloring and Composition. In Philosophy and Linguistics Edited by R. Stainton. Boulder: Westview Press, 1999, p. 35-82.
- Context and Communication. In Readings in the Philosophy of Language. Edited by Peter Ludlow, Cambridge: MIT Press, 1997, p. 415-474.
- Logical Form and LF. In Noam Chomsky: Critical Assessments Routledge, 1993, p. 788–838.
- Term Limits. Philosophical Perspectives 7, 1993, p. 89-124.
- Paul Grice and the Philosophy of Language. Linguistics and Philosophy 15, 5, 1992, pp. 509–59.
- La Théorie des Descriptions: Passé et Présent  Hermes 7, (1990), p. 63-89.
- Descriptive Pronouns and Donkey Anaphora. Journal of Philosophy 87, 3, 1990, p. 113-150.
- Meaning, Grammar, and Indeterminacy. Dialectica 41, 4, 1987, p. 301–19.

### Sur les travaux de Neale
- Facts, Slingshots and Anti-Representationalism: On Stephen Neale’s Facing Facts. Edited by Gerhard Preyer and Georg Peter, Protosociology, Vol. 23.